# Гуго фон Кайзер
Гуго Макс фон Кайзер (нім. Hugo Max von Kayser; 14 червня 1873, Кобленц — 23 вересня 1949, Брауншвейг) — німецький воєначальник, генерал кінноти рейхсверу.

## Біографія
Син оберста Прусської армії Едвіна фон Кайзера (1836—1887) і його дружини Клари, уродженої фон Ульрікі (1848—1921). 14 серпня 1864 року оберст Кайзер отримав спадкове прусське дворянство.
24 лютого 1890 року вступив у гусарський полк «фон Зітен» (Бранденбурзький) № 3. Наприкінці січня 1897 року був переведений в 1-й Гессенський гусарський полк № 13 у Франкфурті-на-Майні, з листопада 1897 року до початку квітня 1902 року — полковий ад'ютант. З середини вересня 1904 року — ад'ютант 4-ї кавалерійської бригади в Бромберзі. З 18 серпня 1905 року — командир ескадрону Тюринзького гусарського полку № 12 в Торгау. З 22 квітня 1912 року — ад'ютант 1-ї кавалерійської інспекції в Познані. З 18 квітня по 30 вересня 1913 року служив в штабі гусарського полку «фон Зітен» (Бранденбурзький) № 3, а потім виконував обов'язки командира офіцерської школи верхової їзди в Падерборні.
З початком Першої світової війни спочатку був призначений командиром резервного гусарського полку № 5 і брав участь у боях на Західному фронті спільно з 13-ю резервною дивізією. У наступному році він командував уланським полком «Імператор Александер II Російський» (1-й Бранденбурзький) № 3. З 15 квітня 1916 року — командиром резервного гусарського полку № 5, з 4 травня 1916 року — запасного піхотного полку № 16, з січня 1918 року — командир гусарського полку «фон Зітен» (Бранденбурзький) № 3. З 1 серпня 1918 року — командира кавалерійського стрілецького командування 14 на Західному фронті. 3 вересня року був важко поранений, тому кінець війни зустрів у шпиталі.
Після одужання в середині лютого 1919 року знову призначений командиром гусарського полку «фон Зітен» (Бранденбурзький) № 3. Після розпуску полку 1 серпня 1919 року призначений у військове міністерство, з 1 жовтня 1919 року — начальник штабу відділу інспекції кавалерії. З жовтня 1921 року — командир кавалерійського училища рейхсверу в Ганновері. З 1 січня 1925 року — командир 2-ї кавалерійської дивізії в Бреслау. 1 жовтня 1926 року повернувся у військове міністерство і був призначений інспектором кавалерії. З 1 грудня 1929 року — головнокомандувач 2-го групового командування в Касселі. 30 листопада 1931 року вийшов у відставку з правом носіння форми 3-го (Прусського) кавалерійського полку.

## Сім'я
5 червня 1897 року одружився з Ільзою Брінкманн (1877). В пари народились 3 дітей: Едвін (1899), Маргарет (1901) і Бруно-Гайнц (1904). Зрештою вони розлучились і 18 серпня 1927 року Кайзер одружився з Гертрудою фон Віллерт (1881).

## Звання
- Фанен-юнкер (24 лютого 1890)
- Фенріх (19 листопада 1890)
- Другий лейтенант (19 вересня 1891)
- Оберлейтенант (27 січня 1899)
- Ротмістр (15 вересня 1904)
- Майор (22 квітня 1912)
- Оберстлейтенант (18 квітня 1917)
- Оберст (18 грудня 1920)
- Генерал-майор (1 липня 1923)
- Генерал-лейтенант (1 лютого 1927)
- Генерал кінноти (1 грудня 1929)

## Нагороди
- Столітня медаль
- Орден Червоного орла 4-го класу
- Орден Святих Маврикія та Лазаря, лицарський хрест (Королівство Італія) — вручений почесним шефом 1-го Гессенського гусарського полку № 13, королем Віктором Емануїлом III.
- Орден Корони Італії, лицарський хрест — вручений почесним шефом 1-го Гессенського гусарського полку № 13, королем Віктором Еммануїлом III.
- Орден дому Саксен-Ернестіне, лицарський хрест 1-го класу
- Орден Генріха Лева, лицарський хрест 1-го класу
- Залізний хрест 2-го і 1-го класу
- Хрест «За військові заслуги» (Брауншвейг) 2-го і 1-го класу
- Хрест «За військові заслуги» (Ліппе)
- Хрест «За вірну службу» (Шаумбург-Ліппе)
- Орден Меджида 3-го класу з шаблями (Османська імперія)
- Королівський орден дому Гогенцоллернів, лицарський хрест з мечами (травень 1918)
- Нагрудний знак «За поранення» в чорному
- Хрест «За вислугу років» (Пруссія)
- Орден Святого Йоанна (Бранденбург), почесний лицар
- Почесний хрест ветерана війни з мечами